# Alipogen tiparvovec

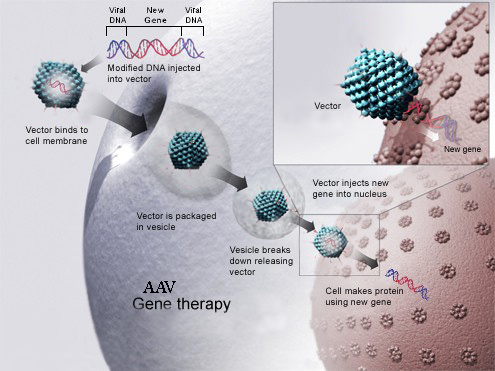
Teràpia gènica a través d'un vector de virus adeno-associat. S'insereix un nou gen a la cèl·lula gràcies al recobriment proteic del virus. Un cop dins el nucle, el nou gen crea proteïnes funcionals per tractar una malaltia.

L'Alipogen tiparvovec, venut sota la marca comercial Glybera, és un tractament de teràpia gènica dissenyat per revertir la deficiència de lipoproteïna lipasa (DLPL), un trastorn hereditari rar que pot causar pancreatitis greu. L'Agència Europea de Medicaments va recomanar l'aprovació del fàrmac al juliol de 2012 i la Comissió Europea el va aprovar al novembre del mateix any. Va ser la primera autorització de comercialització concedida a un tractament de teràpia gènica, tant a Europa com als Estats Units.
El medicament s'administra a través d'una sèrie d'injeccions als músculs de les cames (fins a seixanta), totes en una sola sessió. Consisteix en una única administració del tractament, dissenyat per a durar almenys deu anys.
El fàrmac Glybera va guanyar-se el malnom de "fàrmac del milió de dòlars" i es va convertir en un fracàs comercial per diverses raons. El cost que suposava per als pacients i els pagadors, juntament amb la raresa del DLPL, les elevades despeses de manteniment per part del seu fabricant (uniQure) i el fracàs a l'hora d'aconseguir l'aprovació als Estats Units, van conduir l'empresa a retirar el fàrmac després de dos anys al mercat europeu. Fins al 2018, el fàrmac només s'havia administrat a trenta-una persones a tot el món, i uniQure no té plans de comercialitzar-lo als Estats Units o al Canadà.

## Història
El fàrmac Glybera va ser desenvolupat durant dècades per investigadors de la Universitat de la Colúmbia Britànica (UBC). El 1986, Michael R. Hayden i John Kastelein van començar la seva investigació a la UBC, a través de la qual van confirmar la hipòtesi que la DLPL era causada per una mutació genètica. Uns anys més tard, el 2002, Hayden i Colin Ross van aplicar amb èxit la teràpia gènica en ratolins de laboratori per tractar la DLPL; les seves troballes van aparèixer a la portada de setembre de 2004 de la revista Human Gene Therapy. Ross i Hayden van aconseguir posteriorment aplicar el mateix tractament a gats, amb l'ajuda de Boyce Jones.

## Assaigs i aprovació
Mentrestant Kastelein — el qual el 1998 s'havia convertit en un expert internacional en trastorns lipídics — va esdevenir cofundador de l'Amsterdam Molecular Therapeutics (AMT), que va adquirir drets de la recerca de Hayden amb l'objectiu de treure al mercat el medicament a Europa.
Atès que la DLPL és una afecció rara (té una prevalença mundial d'1-2 per milió), les proves clíniques i els assaigs relacionats es van fer amb cohorts excepcionalment reduïdes. En el primer assaig oficial (CT-AMT-011-01) van participar només 14 subjectes, i fin al 2015, un total de 27 individus havien participat en proves de la fase III. La segona fase de l'assaig es va centrar en persones que vivien al llarg del riu Saguenay, al Quebec, on la DLPL presenta la taxa d'afectació més alta del món (fins a 200 per milió) a causa de l'efecte fundador.

### Preu
Després de més de dos anys de proves, el fàrmac Glybera va ser aprovat a la Unió Europea l'any 2012. No obstant això, després de gastar milions d'euros en l'aprovació del fàrmac, l'AMT va fer fallida i els seus actius van ser adquirits per uniQure.
S'esperava que l'alipogen tiparvovec costés al voltant d'1,6 milions de dòlars per tractament el 2012 —revisat a 1 milió de dòlars el 2015— i es va convertir en la medicina més cara del món en aquell moment. Tanmateix, la teràpia de substitució, un tractament similar, pot costar més de 300.000 dòlars anuals, durant tota la vida. El 2015, uniQure va abandonar els seus plans d'aprovació als Estats Units i només va atorgar els drets de venda del fàrmac a Europa a Chiesi Farmaceutici per 31 milions d'euros.
El 2016, només una persona havia rebut el medicament fora d'un assaig clínic.
A l'abril de 2017, Chiesi va deixar de vendre el fàrmac Glybera i uniQure va anunciar que no renovaria l'autorització de comercialització a la Unió Europea un cop la que hi havia vigent expirés aquell octubre, a causa de la falta de demanda. Posteriorment, les tres dosis que quedaven a l'inventari de Chiesi es van administrar a tres pacients per 1 € cadascuna.

## Mecanisme
El vector víric del virus adenoassociat serotip 1 (AAV1) proporciona una còpia intacta del gen humà de la lipoproteïna lipasa (LPL) a les cèl·lules musculars. El gen que codifica la LPL no s'insereix als cromosomes de la cèl·lula, sinó que roman com a ADN flotant lliure al nucli. La injecció va seguida d”una teràpia immunosupressora per evitar reaccions immunitàries al virus.
Les dades dels assaigs clínics indiquen que les concentracions de greix en sang es van reduir en gairebé tots els pacients entre tres i dotze setmanes després de la injecció. Alguns avantatges del virus AAV són l'aparent manca de patogenicitat, la introducció del gen a cèl·lules que no es divideixen, i un risc molt menor d'inserció en comparació amb els retrovirus, que mostren una inserció aleatòria amb un risc associat de càncer. L'AAV també presenta una immunogenicitat molt baixa, que no sol anar més enllà de generar anticossos neutralitzadors, i una petita resposta citotòxica ben definida. La capacitat de clonació del vector es limita a la substitució del genoma de 4,8 quilobases del virus.